# ʿAbdallāh ibn Baiya

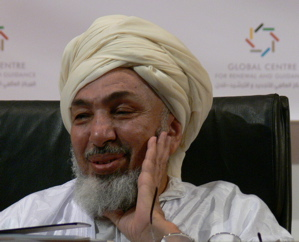
ʿAbdallāh ibn Baiya

ʿAbdallāh ibn Mahfūz ibn Baiya (arabisch عبد الله بن محفوظ بن بية, DMG ʿAbdallāh b. Maḥfūẓ b. Baiya, geb. 1935 in Mauretanien) ist ein auf die vier traditionellen sunnitischen Rechtsschulen spezialisierter Gelehrter des Islam mit dem Schwerpunkt auf die Malikiten des Madhhab. Er lehrt an der König-Abdulaziz-Universität in Saudi-Arabien. Er war vormals Vize-Präsident, Justizminister, Bildungsminister und Minister für Islamische Angelegenheiten in Mauretanien. Im Oktober 2007 war er einer der 138 Unterzeichner des offenen Briefes Ein gemeinsames Wort zwischen Uns und Euch (engl. A Common Word Between Us & You), den Persönlichkeiten des Islam an „Führer christlicher Kirchen überall“ (engl. Leaders of Christian Churches, everywhere …) sandten. Zudem ist er Mitglied des sogenannten European Council for Fatwa and Research.
Ibn Baiya hat lange Zeit mit Yūsuf al-Qaradāwī zusammengearbeitet und bezüglich der Demokratie als Mittel zur Stärkung der Bevölkerungsmehrheit ähnliche Positionen vertreten wie er. Als 2004 al-Qaradāwī mit Unterstützung Katars die Internationalen Union Muslimischer Gelehrter gründete, wurde Ibn Baiya sein Stellvertreter. Während des sogenannten Arabischen Frühlings, in den Jahren 2011 bis 2013, machte sich Ibn Baiya zunehmend Sorgen über das, was er als „Chaos in der Region“ betrachtete.
2014 zog sich Ibn Baiya aus der Internationalen Union Muslimischer Gelehrter zurück. Im gleichen Jahre gründete er eine eigene transnationale Organisation islamischer Gelehrter, das Forum for Promoting Peace in Muslim Societies (FPPMS). Bei der Eröffnung am 9. März 2014 hielt er eine Grundsatzrede, in der er ein Rahmenpapier für das FFPMS-Projekt zur Entwicklung einer „Jurisprudenz des Friedens“ (fiqh as-salām) vorstellte. Darin stellte er sich teilweise gegen das Konzept der Demokratie. So sagte er: “In Gesellschaften, die dafür nicht bereit sind, ist der Ruf nach Demokratie im Grunde ein Ruf nach Krieg.” Da die menschlichen und finanziellen Kosten für die Errichtung der Demokratie in Gesellschaften ohne gemeinsame Grundlage sehr hoch seien, müsse als Grundlage für Frieden und Sicherheit Gerechtigkeit in ihrem islamischen Sinne hergestellt werden. Die Menschen müssten jedoch ihr Recht auf Gerechtigkeit und Verantwortlichkeit zugunsten des Friedens hintanstellen. Um diesen Gedanken zu verdeutlichen, verwies er auf al-Hasan ibn ʿAlī, der auf sein Kalifat verzichtete, und Mohammed, der im Frieden von Hudaibiya auf die Verrichtung der ʿUmra verzichtete.
Mit seiner „Jurisprudenz des Friedens“ stellte sich Ibn Baiya direkt gegen die „Jurisprudenz der Revolution“ (fiqh aṯ-ṯaura), die al-Qaradāwī kurz zuvor ausgerufen hatte. Es weist auch in seiner Argumentation und Struktur große Ähnlichkeit mit diesem Konzept auf. Seit der Gründung von FPPMS arbeitet Ibn Baiya verstärkt mit neo-traditionalistischen Gelehrten wie Hamza Yusuf zusammen, die die Muslimbruderschaft ablehnen.